# Poom Jensen
Poom Jensen (auch: Bhumi Jensen) (* 16. August 1983 in San Bernardino, Kalifornien (USA); † 26. Dezember 2004 in Khao Lak, Thailand) war ein Enkel des thailändischen Königs Bhumibol Adulyadej (Rama IX.).

## Leben
Poom war Sohn von Prinzessin Ubol Ratana, der ältesten Tochter des thailändischen Königs Bhumibol Adulyadej, und des amerikanischen Geschäftsmannes Peter Jensen. Seine Mutter hatte während ihres Studiums in den USA 1972 den Amerikaner geheiratet und dadurch ihren Prinzessinnenstatus verloren. Auch Poom trug keinen Prinzentitel, sondern lediglich den Höflichkeitstitel Khun. Als damals einzig ehelich geborener männlicher Enkel des regierenden Königs spielte Poom dennoch in der Thronfolge längere Zeit eine Rolle. 
Die Familie lebte in San Diego County, Kalifornien, wo Poom die Torrey Pines High School besuchte. Er war Autist. Durch die intensive Fürsorge seiner Eltern besserte sich sein Zustand im Laufe der Jahre. Die Ehe seiner Eltern wurde 1998 geschieden. Nachdem Poom die High School abgeschlossen und seine Mutter einen Sorgerechtsstreit mit dem Vater gewonnen hatte, ging sie 2001 mit den beiden Töchtern und Poom zurück nach Thailand. Dort nahm er an einem speziellen Programm für Autisten an der Demonstrationsschule der Kasetsart-Universität in Bangkok teil. Anschließend nahm er ein Studium an der Pädagogischen Fakultät der Kasetsart-Universität auf. Durch ihn wuchs in Thailand das Bewusstsein und die Aufklärung über die Krankheit Autismus.

## Tod
Der 21-Jährige machte mit seiner Mutter und anderen Familienmitgliedern Urlaub in Khao Lak. Er war auf dem Rückweg vom Jet-Skifahren zum Hotel, als er von der Flutwelle des Tsunami nach dem Seebeben im Indischen Ozean überrascht wurde. Seine Leiche wurde am Tag nach der Katastrophe am Strand unweit seines Hotels entdeckt und später von seinem Onkel, dem Thronfolger Maha Vajiralongkorn, identifiziert. Am 30. April 2005 erhielt er ein königliches Begräbnis.

## Ehrungen
König Bhumibol Adulyadej verlieh ihm die
- König Rama IX Königliche Cypher Medaille (Erste Klasse)

Bei der Königlich Thailändischen Polizei stand er im Rang eines
- Polizei-Unterleutnants

Beim Freiwilligen Verteidigungs-Korps von Thailand stand er im Rang eines
- Stellvertretenden freiwilligen Verteidigungskorps-Leutnants

## Institutionen
Zu seinem Gedenken gründete seine Mutter Prinzessin Ubol Ratana
- Khun Poom Foundation, um Kindern mit Autismus und anderen Lernschwierigkeiten zu helfen
- To Be Number One Project, um den Drogenkonsum von Teenagern zu bekämpfen